# Szigetvilág (regényciklus)
A Szigetvilág-ciklus Ursula K. Le Guin amerikai írónő fantasy sorozata. Első darabja, egy elbeszélés, a "The Word of Unbinding" 1964-ben jelent meg. A sorozat összesen öt regényből és kilenc novellából áll.

## A sorozat darabjai

### Novellák
Az első hét novella Le Guin két antológiájában jelent meg, bár három kivételével mind napvilágot látott már korábban is. A két legkorábbi más írásokkal együtt a The Wind's Twelve Quarters (Harper & Row, 1975), míg a többi öt az Óceánföld meséi (Tales from Earthsea, 2001) című kötetekben lettek összegyűjtve. Az utóbbi kötet tartalmaz egy függeléket is Óceánföld leírása (A Description of Earthsea) címen.
Magyarul második gyűjtemény jelent csak meg az Ursula K. Le Guin összes Szigetvilág története II. (Szukits könyvkiadó, 2006) című kötetben. Külön a Szitakötő és Az elnevezések szabálya jelent meg a Legendák I. (Szukits könyvkiadó, 2000) című gyűjtemény, illetve a Galaktika # 261 (2011, december) számának részeként.
Később a GABO kiadó gondozásában 2018-ban megjelent Le Guin novella- és kisregény-gyűjtemények között láttak ismét napvilágot: a Valós és valótlan II. kötetben Az elnevezések szabálya, A megtalált és elveszett II. kötetben A kereső, A lápvidéken és a Szitakötő; valamint ugyanazon kiadó keze alól a Jonathan Strahan-szerkesztette Az év legjobb science fiction és fantasynovellái 2019 kötetben a Tűz fénye.
- The Word of Unbinding, Első megjelenés: Fantastic Stories of Imagination, January 1964
- Az elnevezések szabálya (The Rule of Names), Első megjelenés: Fantastic Stories of Imagination, April 1964
- Szitakötő (Dragonfly), Első megjelenés: Legends: Short Novels by the Masters of Modern Fantasy, Tor Books, 1998
- Feketerózsa és Gyémánt (Darkrose and Diamond), Első megjelenés: The Magazine of Fantasy & Science Fiction, Oct-Nov 1999
- A Fürkész / A kereső (The Finder, 2001)
- A Föld csontjai (The Bones of the Earth, 2001)
- A Magas-lápon / A lápvidéken (On The High Marsh, 2001)
- The Daughter of Odren (2014)
- Tűz fénye (Firelight, 2018)

### Regények
- A Szigetvilág varázslója (A Wizard of Earthsea; Parnassus Press, 1968)
- Atuan sírjai (The Tombs of Atuan; Atheneum Books, 1971)
- A legtávolibb part (The Farthest Shore; Atheneum Books, 1972)
- Tehanu (Tehanu: The Last Book of Earthsea; Atheneum Books, 1990)
- Más szelek szárnyán (The Other Wind; Harcourt, 2001)

A regények, az utolsót leszámítva, mind megjelentek önálló kötetként. Az első két novella kivételével valamennyi addig megjelent művet tartalmazza az Ursula K. Le Guin összes Szigetvilág története I. és II. kötete (Szukits könyvkiadó, 2004 & 2006).
A regények történeti rendje követi a megjelenési sorrendet, bár a második és a negyedik első fejezetei korábban játszódnak, mint az őket megelőzőek utolsó fejezetei. Novellák közül az első kettő a régmúltban játszódik. A fürkész háromszáz évvel a Szigetvilág varázslója előtt, a Feketerózsa és Gyémánt valamikor az utóbbi néhány száz évben, A föld csontjai az első regény előtt, A Magas-lápon pedig a második és a harmadik között játszódik. A Szitakötő összekötő az utolsó két regény között.

## Magyarul
- A Szigetvilág varázslója; ford. Mohácsi Enikő; Móra, Bp., 1989 (Galaktika Fantasztikus Könyvek)
- A legtávolibb part; ford. Füssi-Nagy Géza; Móra, Bp., 1991 (Galaktika Fantasztikus Könyvek)
- Atuan sírjai; ford. Füssi-Nagy Géza; Móra, Bp., 1991 (Galaktika Fantasztikus Könyvek)
- Tehanu; ford. Füssi-Nagy Géza; Móra, Bp., 1994 (Galaktika Fantasztikus Könyvek)
- Ursula K. LeGuin összes Szigetvilág története; Szukits, Szeged, 2004–2006
  - 1. A szigetvilág varázslója / Atuan sírjai / A legtávolibb part / Tehanu; ford. Mohácsi Enikő, Füssi-Nagy Géza; 2004
  - 2. Óceánföld meséi / Más szelek szárnyán; ford. Habony Gábor, Füssi-Nagy Géza; 2006
- Valós és valótlan II.; GABO, Budapest, 2018: Az elnevezések szabálya
- A megtalált és az elveszett II.; ford. Kövesdi Miklós, Roboz Gábor; GABO, Budapest, 2018: A kereső; A lápvidéken; Szitakötő
- Az év legjobb science fiction és fantasynovellái 2019; GABO, Budapest, 2018: Tűz fénye

## Adaptációk
- Földtenger kalandorai (Legend of Earthsea; vagy Earthsea); 2004; Sci-Fi Channel; rendező: Robert Lieberman; szereplők: Shawn Ashmore, Kristin Kreuk, Danny Glover, Isabella Rossellini, Sebastian Roché, Chris Gauthier; Két részes kanadai-amerikai minisorozat[2]
- Földtenger varázslója (ゲド戦記; Gedo szenki; Hepburn: Gedo senki?); 2006; Studio Ghibli; rendező: Mijazaki Goró. Japán anime[3]